# Plainville (Ohio)
Plainville es un lugar designado por el censo ubicado en el condado de Hamilton en el estado estadounidense de Ohio. En el Censo de 2010 tenía una población de 87 habitantes y una densidad poblacional de 361,19 personas por km².

## Geografía
Plainville se encuentra ubicado en las coordenadas 39°8′38″N 84°21′34″O / 39.14389, -84.35944. Según la Oficina del Censo de los Estados Unidos, Plainville tiene una superficie total de 0.24 km², de la cual 0.24 km² corresponden a tierra firme y (0%) 0 km² es agua.

## Demografía
Según el censo de 2010, había 87 personas residiendo en Plainville. La densidad de población era de 361,19 hab./km². De los 87 habitantes, Plainville estaba compuesto por el 100% blancos, el 0% eran afroamericanos, el 0% eran amerindios, el 0% eran asiáticos, el 0% eran isleños del Pacífico, el 0% eran de otras razas y el 0% pertenecían a dos o más razas. Del total de la población el 0% eran hispanos o latinos de cualquier raza.